# 동성훈장
동성훈장(Bronze Star Medal, 銅星勳章)은 미국 군사조직의 일원들에게 영웅적인 업적, 영웅적인 봉사, 공로, 또는 전투지역에서 칭찬할만한 공훈으로 수여되는 미국의 훈장이다.
육군이나 공군의 경우 전투에서의 용맹행위로 훈장을 수여받았을 때, "V" 장치(“Valor”의 머릿 글자)를 훈장에 착용할 수 있는 권한을 부여받는다. 이 장치는 해군, 해병대, 해안경비대의 전투복무 또는 공훈복무 행위로 수여될 때도, "V"를 훈장에 착용할 수 있는 권한이 부여된다.
다른 미국 연합군 소속 장교들도 이 상을 받을 자격이 있으며, 미군 부대와 함께 또는 미군 부대와 함께 복무한 외국 군인들도 이 훈장을 받을 자격이 있다.
전투 중인 미군과 함께 복무하는 민간인들도 이 상을 받을 자격이 있다. 예를 들어, UPI 기자인 조 갤러웨이는 1965년 라 드랑 전투에서 중상을 입은 병사를 구출한 공로로 베트남 전쟁 중 "V" 장치를 수여받았다. 또 다른 민간인 수혜자는 종군기자 활동으로 동성훈장을 받은 작가 어니스트 헤밍웨이가 있다.
상위 훈장으로 군인 훈장(Soldier's Medal)·해군 및 해병대 훈장(Navy and Marine Corps Medal)·에어 메달(Airman's Medal)·해안경비대 훈장(Coast Guard Medal)이 있으며, 하위 훈장으로 퍼플 하트(Purple Heart) 훈장이 있다.

## 기타

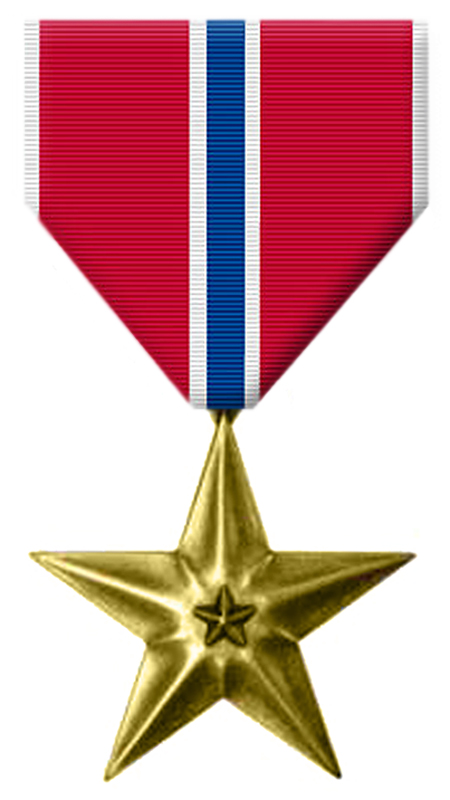
동성훈장

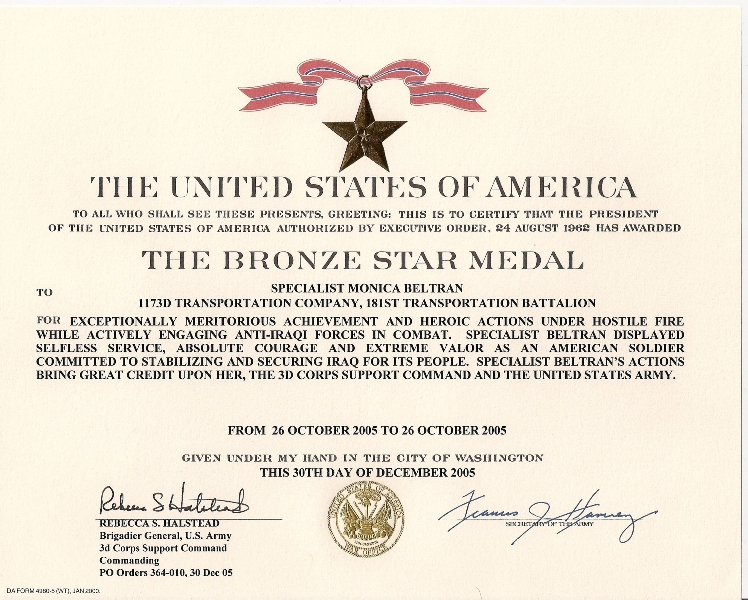
동성훈장 표창장 예시

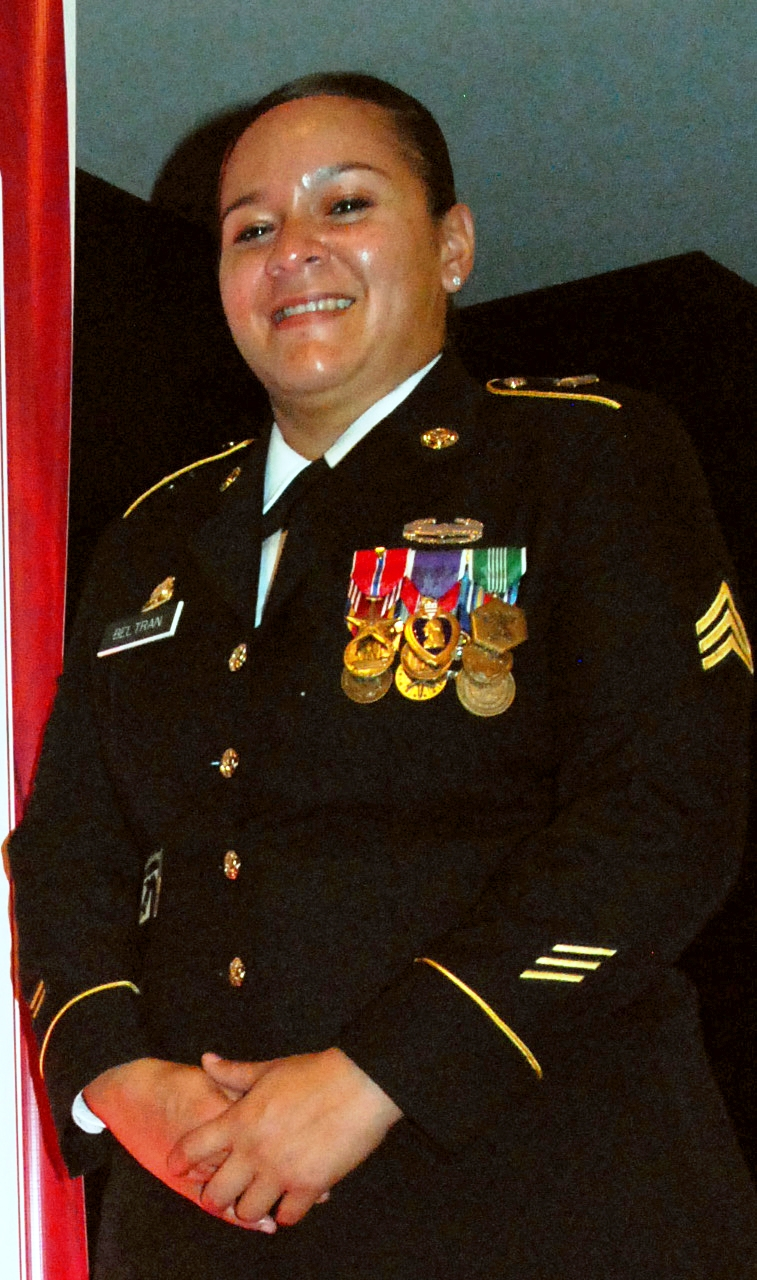
2012년 육군 방위군 상사 모니카 벨트란은 퍼플 하트 옆에 "V" 장치 달린 동성훈장을 획득했다.